# Solazola
SolaZola (Estonia, 12 de diciembre de 1999) es una actriz pornográfica de Europa oriental. Ha ganado el premio Pornhub awards (2022) y ha sido nominada a los Pornhub Awards, Xbiz Europa Awards y Premios AVN.

## Biografía
Solazola nació el 12 de diciembre de 1999.
En IAFD.com se indica que su lugar de nacimiento es Estonia, pero algunos medios de comunicación mencionan que ella nació en Rusia.
En 2018 comenzó su carrera en Pornhub.
En 2020 SolaZola formó parte del Top 3 de modelos de Pornhub (junto con Eva Elfie y Little Reislin) elegidas para crear personajes para la plataforma de juegos para adultos Nutaku.
En 2021 apareció en la lista de las 10 modelos jóvenes Onlyfans más populares de LA Weekly.
En 2022 ganó el premio "Most popular verified Couple" en la cuarta gala anual de los premios Pornhub.
Filmada para los estudios Brazzers, TrueAmateurs, Sweetyx, Mofos, Pulse Distribution, Reality Kings y LifeSelector.
A partir de 2022, SolaZola ha participado en 15 episodios.
En una entrevista sobre sus planos de futuro dijo que no estaba tan segura de vincular su vida a la pornografía y que estaba intentando lanzar su propio proyecto, sin especificar cuál.

## Premios y nominaciones
| Año  | Premio             | Resultado | Categoría                            |
| 2019 | Pornhub Awards     | Nominada  | Most Popular Verified Amateur        |
| 2020 | Pornhub Awards     | Nominada  | Most Popular Verified Amateur        |
| 2021 | Premios AVN        | Nominada  | Best Foreign-Shot Boy/Girl Sex Scene |
| 2021 | Xbiz Europa Awards | Nominada  | Clip Artist of the Year              |
| 2022 | Pornhub Awards     | Ganadora  | Most Popular Verified Couple         |